# Oxacron
Oxacron è un genere di mammiferi artiodattili estinti, appartenenti ai cainoteriidi. Visse tra l'Eocene superiore e l'Oligocene inferiore (circa 34 - 32 milioni di anni fa) e i suoi resti fossili sono stati ritrovati in Europa.

## Descrizione
Questo animale era di piccole dimensioni, e non superava la taglia di una lepre. Era caratterizzato da una volta cranica voluminosa, un muso corto e affilato, orbite grandi in rapporto alla taglia molto piccola e canini superiori ben sviluppati e ben distinti dagli incisivi. I canini inferiori, invece, erano a corona larga e assomigliavano agli incisivi. Il primo premolare inferiore, invece, era caniniforme e superato dal secondo premolare da un lungo diastema, che nell'affine Paroxacron era pressoché inesistente. L'osso intermascellare terminava tra le strette ossa nasali e i mascellari. I molari superiori erano dotati di una piega mesostilare semplice; l'affine Paroxacron era invece dotato di una piega raddoppiata. Il secondo premolare superiore era dotato di due tubercoli ed era più corto rispetto al terzo premolare superiore. 

## Classificazione
Il genere Oxacron venne istituito da Filhol nel 1884, sulla base di fossili ritrovati nelle fosforiti di Quercy, in Francia. La specie tipo è Oxacron courtoisi, rinvenuta anche in Belgio, ma è nota anche O. quinquedentatus, anch'essa del giacimento di Quercy.
Oxacron e l'affine Paroxacron rappresentano una branca particolare dei cainoteriidi, un gruppo di piccoli artiodattili diffusi in Europa tra l'Eocene superiore e il Miocene. In particolare, Oxacron e Paroxacron sembrerebbero rappresentare un ramo collaterale separatosi all'inizio della storia evolutiva di questa famiglia, caratterizzati da molari dal contorno più triangolare che quadrangolare.